# Coût moyen pondéré du capital
Le coût moyen pondéré du capital (CMPC), ou weighted average cost of capital (WACC) en anglais, est un indicateur économique représentant le taux de rentabilité annuel moyen attendu par les actionnaires et les créanciers, en retour de leur investissement.
Le CMPC mesure la capacité de l'entité économique (entreprise) de valoriser les capitaux (propres) qui lui ont été confiés par les actionnaires et investisseurs. Pour l'entreprise, c'est un paramètre indispensable pour valider les investissements futurs. Le CMPC traduit le coût moyen des capitaux propres et de la dette financière de l'entreprise, soit ses ressources financières disponibles à des fins d'investissement.
En matière de projet de développement ou de modernisation de l'outil industriel, le taux d'actualisation, qui sera utilisé dans les calculs  afin d'évaluer la rentabilité des projets, repose sur cet indicateur CMPC propre à chaque entreprise. Il est déterminé par la direction financière. On distingue cependant un CMPC pour les activités exposées à la volatilité et aux incertitudes des prix de marché d'un CMPC (moins risqué) pour des activités régulées ou pour un contrat d'achat long terme. Enfin, le CMPC varie en fonction du pays dans lequel l'investissement est réalisé. Pour simplifier, le taux de rentabilité interne (TRI) doit être supérieur ou égal au CMPC pour que la valeur actualisée nette soit positive : ceci traduit que le projet étudié est de nature à créer davantage de valeur que le niveau de création minimal requis par ses actionnaires. 
En matière d'investissement dans une nouvelle société, pour les associés, le CMPC apporte une information sur l'opportunité d'investir dans une entreprise ; pour les créanciers, c'est une mesure du risque qu'ils prennent en faisant crédit à une entreprise.

## Enjeux
Une entreprise dispose de trois sources de financement principales : ses associés, qui apportent des capitaux propres ; les tiers (banques, institutions financières, prêteurs divers), qui apportent des capitaux externes (sous forme de prêts et de dettes que l'entreprise aura à rembourser) ; l'autofinancement, essentiellement composé du résultat non distribué de son activité passée (bénéfices des années précédentes). Les capitaux apportés par les associés et les tiers sont souvent plus intéressants que l'autofinancement, limité dans son montant et disponible de manière incertaine, puisqu'il dépend des résultats de l'activité.
Les enjeux du CMPC peuvent s'envisager selon différents points de vue :
- l'entreprise qui recherche de nouveaux financements va s'adresser à ses associés ou à des prêteurs ; elle devra, entre autres, comparer le coût de ses sources de financement pour faire appel à la source la moins chère et utilisera le CMPC comme indicateur de référence ;
- pour les associés, le coût des capitaux propres est souvent assimilé au rendement attendu par les propriétaires (ou les associés, dans le cas d'une société dont le capital est divisé en parts sociales) exprimé en pourcentage ; il est donc lié à leur coût d'opportunité, autrement dit le rendement des placements similaires qu'ils peuvent faire ;
- pour les créanciers, le coût des dettes financières équivaut à l'intérêt demandé par les prêteurs.

## Calcul
Dans l'hypothèse d'un univers sans impôt, le coût du capital est la moyenne pondérée par la valeur de marché des dettes et des fonds propres des deux coûts :
{\displaystyle CMPC={E\times k_{E}+D\times k_{D} \over E+D}}
Exemple : soit une  entreprise dont le capital est composé à 60 % de fonds propres et à 40 % de dettes financières (en valeur de marché). Si le rendement exigé par les actionnaires est de 9 % et l'intérêt de l'emprunt de 6 %, alors le coût du capital est de 9 % x 60 % + 6 % x 40 % = 7,80 %.

En tenant compte de l'impôt, le coût moyen pondéré du capital se définit mathématiquement comme suit :
{\displaystyle CMPC={E\times k_{E}+D\times k_{D}\times (1-t) \over E+D}}
où :
- {\displaystyle E} : fonds propres ;
- {\displaystyle D} : fonds étrangers (dette) ;
- {\displaystyle k_{E}} : coût des fonds propres ;
- {\displaystyle k_{D}} : coût des fonds étrangers ;
- {\displaystyle t} : taux d'impôt ;

En reprenant l'exemple ci-dessus, avec l'hypothèse de t = 30 %, on obtient 9 % x 60 % + 6 % x 40 % x (1-0,3) = 0,0708 soit 7,08 %.
On observe que la valeur du CMPC est inférieure à 7,8 %, ce qui s'explique par le fait que la charge d'intérêts générée par {\displaystyle k_{D}} est fiscalement déductible. Ce modèle trouve néanmoins ses limites dans les coûts de détresses financières qui surviennent au fur et à mesure que la dette devient un lourd fardeau pour l'entreprise.

## Limites
Le calcul du coût moyen pondéré suppose d'être capable d'estimer le coût des fonds propres à un temps T sur une période donnée. La théorie financière prévoit plusieurs méthodes pour permettre d'approximer ce coût, car celui-ci est rarement accessible à l'analyste financier. Il existe notamment la méthode du MEDAF basée sur le Bêta des capitaux propres de la société : 
{\displaystyle k_{E}=r_{f}+\beta _{E}(k_{m}-r_{f})}
- {\displaystyle r_{f}} : taux sans risque
- {\displaystyle \beta _{E}} : bêta des fonds propres
- {\displaystyle k_{m}} : taux de rentabilité du portefeuille de marché

Cette méthode connaît elle-même ses limites, le bêta des fonds propres n'étant possible à déterminer que pour une société cotée et dont le cours de bourse est liquide. Il peut néanmoins lui aussi être approximé en calculant la moyenne des bêta des comparables boursiers de la société. Par ailleurs la notion de taux sans risque est elle-même discutable (et devient même problématique dans les pays à risque "non nul" tel l'Amérique Latine) ainsi que la validité du coût du capital obtenu dans le temps. Ce dernier point est particulièrement problématique dans le cadre des modèles d'actualisation de flux.